# Jane Birkin
Jane Mallory Birkin (London, 1946. december 14. – Párizs, 2023. július 16.) brit származású francia színésznő, énekesnő, aki az 1960-as évek vége óta Franciaországban élt.

## Családja
Jane Birkin David Birkin tengerészkapitány, a brit haditengerészet főtisztjének és Judy Campbell színésznőnek lánya. Bátyja Andrew Birkin színész és filmrendező, akivel együtt játszott Jacques Doillon A kalóznő című filmjében. Apja második világháborús hős: éjszakánként a Szabad Francia Erők tagjait szállítva Anglia és Normandia között segítette a francia ellenállást, valamint különféle felderítő akciókban vett részt.

## Életútja
Birkin a ’60-as évek lüktető Londonjában tűnt fel, első figyelemre méltó alakítását a Nagyítás című filmben kapta 1966-ban.
1968-ban érkezett Párizsba, a Slogan szereplőválogatására, s noha akkor még nem beszélt franciául, megkapta a női főszerepet. Ekkor találkozott Serge Gainsbourg-ral, aki a pygmalionja lett: ő repítette 1968-ban a slágerlisták élére, az eredetileg Brigitte Bardot részére írt, Je t’aime… moi non plus (Szeretlek, én se – hazánkban többnyire csak Je t’aime-ként ismert) dalt előadó ördögi duett nőtagjaként. A szexuális szabadosság jegyében fogant felvétel botrányt kavart, az olasz, svéd, spanyol, valamint brit (és persze a volt szocialista országok) rádióállomásain le is tiltották (vagy csak csonkítva engedték adásba), azonban a lázadó ifjúság körében sikert aratott. Ez a siker vezette fel az 1969-ben készült a Serge Gainsbourg-Jane Birkin albumot. Az énekesnő gyerekes, fátyolos, időnként zihálónak tűnő hangja, angolos akcentusa azonnal felismerhetővé tette.
Gainsbourg és Birkin 1969-ben kötött házasságot. Az elkövetkező tíz évben mindketten rengeteget forgattak, de Gainsbourg és Birkin sokat szerepelt együtt a médiában is: egyfajta „francia Lennon–Ono páros” lettek. Tizenkét év együttlét után Birkin nem bírta elviselni Gainsbourg züllését, ezért 1980-ban elhagyta őt.
Ekkor ismerkedett össze Jacques Doillon filmrendezővel, akihez feleségül ment. A filmművészetben elismert, azonban komikaként beskatulyázott színésznő e találkozás és közös filmjük, A tékozló lány forgatását követően a művészfilmek felé fordult. Negyedszázaddal később, 2006 márciusában ezt így kommentálta: „Ez volt az első alkalom, hogy egy intellektuálisnak mondott filmet forgató személy rám gondolt. Jacques Doillon olyan filmrendező volt, aki nem ruháim nélkül érdeklődött irántam. Azt mondta nekem: »nyakig begombolva akarom magát, tudni akarom, mi történik a fejében, és azt akarom, hogy idegrohamot okozzon.« Megcsináltam hát A tékozló lányt, és amíg azelőtt népszerű, de üresfejű sztár voltam, ettől kezdve komoly  színésznőként tekintettek rám Franciaországban, és olyan filmrendezők kerestek meg, mint Jacques Rivette, Agnès Varda vagy Jean-Luc Godard.”
Színészi és előadói tevékenységének elismeréseként megkapta A Brit Birodalom Rendje tiszti fokozatát (OBE), Franciaországban a Nemzeti Érdemrend lovagja, valamint Francia Köztársaság Művészeti és Irodalmi Rend parancsnoka, Japánban pedig a Felkelő Nap érdemrend – Arany Sugarak a Rozettával kitüntető címet.

## A populáris kultúrában

### Birkin kosár
Birkin beszámolója szerint egy kézzel fonott szalmakosarat húrcolt magával mindenhová, a piactól kezdve az éjszakai klubokon keresztül a hivatalos eseményekig, mígnem férje, Jacques Doillon ezt meg nem unta végérvényesen s autójával szándékosan aszfaltba nem taposta a szalmakosarat az autójával.

### Birkin táska
A Birkin táska története 1983-ra nyúlik vissza, amikoris az Hermès vezérigazgatója, Jean-Louis Dumas Birkin mellett ült egy Párizsból Londonba tartó repülőn. Útközben Birkin elpanaszolta Dumas-nak, hogy lehetetlen olyan praktikus bőrtáskát találni, ami tetszene neki. A vezérigazgató azt mondta, hogy neki olyan táska kellene, aminek vannak zsebei. Birkin azt válaszolta, hogy amint az Hermès készít egy zsebekkel ellátott táskát, akkor majd vesz egy olyat.
A következő évben Dumas készített neki egy fekete, rugalmas bőrből készült táskát: ez lett a Birkin táska.
2015-ben Birkin nyílt levelet írt az Hermèsnek, amelyben kérte, hogy a nevét távolítsák el a táskáról,  amíg készítése során a nemzetközi normáknak megfelelő jobb gyakorlatokat nem lehet bevezetni, ezzel utalt a kegyetlen módszerekre, amelyekkel a táskák krokodilváltozatának bőrét dolgozták fel. Az Hermès nem sokkal később bejelentette, hogy újabb gyártásimód változtatási garanciákkal sikerült Birkin kétségeit eloszlatniuk.
A Birkin táska idővel státuszszimbólummá, a luxus megtestesítőjévé vált. Ára jellemzően 10 000 dollárnál kezdődik, de a pénz nem minden, a Birkin táskát pénzért sem veheti meg akárki, évekig tartó várólista mellett is megválogatja a vevőit az Hermès.
Az Hermès legdrágább táskájának sokáig a Diamond Himalaya Birkint tartották, amit 2022-ben 450 ezer dolláros áron árverezett el a Sotheby’s. A gyémántokkal kirakott táska nílusikrokodil-bőrből készült, amelyet fehér és szürke színátmenettel festettek be. Azonban a világ első Hermès Birkin táskája, amelyet a francia divatház 1984-ben készített Jane Birkinnek 2025 júliusában a Sotheby’s párizsi árverésén 8,6 millió euróért, mintegy 3,4 milliárd forintért kelt el.

## Magánélete
Jane Birkin háromszor ment férjhez: először John Barry zeneszerző felesége volt, majd Serge Gainsbourg zeneszerző-énekesé, és végül Jacques Doillon filmrendezőé; első  házasságából és további élettársi kapcsolataiból egy-egy lánya született: Kate Barry (1967–2013) brit divatfényképész, Charlotte Gainsbourg (1971) francia színésznő és Lou Doillon (1982) francia énekes-dalszerző, színésznő, modell.
1991 márciusában Jane Birkin néhány nap leforgása alatt vesztette el volt férjét, Serge Gainsbourg-t (március 2.) és apját, David Birkint (március 7.), aki 78 éves volt; mindkettőjük temetésére ugyanaznap került sor.

## Halála
2021. július 8-án volt az utolsó nyilvános megjelenése, a Jane by Charlotte című dokumentumfilm premierjén, amely Birkin és lánya, Charlotte kapcsolatáról szól. 2021 szeptemberében Charlotte Gainsbourg már kénytelen volt lemondani édesanyja koncertjeit, miután könnyű agyvérzést kapott. 2023. július 16-án Birkint holtan találták párizsi otthonában. 76 éves volt. Temetésére július 24-én reggel a Saint-Roch templomban, Párizs 1. kerületében került sor. A temetés után hamvasztották a Père-Lachaise temető temető krematóriumában, és hamvait a Montparnasse-i temetőben, lánya, Kate Barry sírjában helyezték el, ugyanabban a temetőben, ahol Gainsbourg is nyugszik.

## Filmográfia

### Film
| Év   | Magyar cím                                  | Eredeti cím                                      | Szerep                               | Magyar hang       | Rendező                |
| ---- | ------------------------------------------- | ------------------------------------------------ | ------------------------------------ | ----------------- | ---------------------- |
| 1965 | A csábítás trükkje                          | The Knack ...and How to Get It                   | A motorbiciklis lány                 | N/A               | Richard Lester         |
| 1966 |                                             | The Idol                                         | Művészeti hallgató                   |                   | Daniel Petrie          |
| 1966 | Kaleidoszkóp                                | Kaleidoscope                                     | Exquisite Thing                      | N/A               | Jack Smight            |
| 1966 | Nagyítás                                    | Blow-up                                          | A szőke                              | Bus Kati          | Michelangelo Antonioni |
| 1968 |                                             | Wonderwall                                       | Penny Lane                           |                   | Joe Massot             |
| 1969 | A medence                                   | La Piscine                                       | Penelope                             | Kökényessy Ági    | Jacques Deray          |
| 1969 | Szlogen                                     | Slogan                                           | Evelyne Nicholson                    | Sánta Annamária   | Pierre Grimblat        |
| 1969 |                                             | Les Chemins de Katmandou                         | Jane                                 |                   | André Cayatte          |
| 1970 |                                             | Sex Power                                        | Jane                                 |                   | Henry Chapier          |
| 1970 |                                             | Alba Pagana                                      | Flora Finlake                        |                   | Ugo Liberatore         |
| 1970 |                                             | Cannabis                                         | Jane Swenson                         |                   | Pierre Koralnik        |
| 1970 |                                             | Trop petit mon ami                               | Christine Mars, Christine Devone     |                   | Eddy Matalon           |
| 1971 |                                             | Devetnaest djevojaka i jedan mornar              | Milja                                |                   | Milutin Kosovac        |
| 1971 |                                             | Romansa konjokradice                             | Naomi                                |                   | Abraham Polonsky       |
| 1972 | Rablás nöi módra                            | Trop jolies pour être honnêtes                   | Christine                            | Detre Annamária   | Richard Balducci       |
| 1973 |                                             | Dark Places                                      | Alta                                 |                   | Don Sharp              |
| 1973 | Don Juan, avagy: Don Juan, ha nő lett volna | Don Juan ou Si Don Juan était une femme...       | Clara                                | Juhász Róza       | Roger Vadim            |
| 1973 |                                             | La morte negli occhi del gatto                   | Corringa                             |                   | Antonio Margheriti     |
| 1973 | Egy kaland utóélete                         | La Projection privée                             | Kate / Hélène                        | Kovács Nóra       | François Leterrier     |
| 1973 |                                             | Dark Places                                      | Alta                                 |                   | Don Sharp              |
| 1974 | Birkanyírás                                 | Le Mouton enragé                                 | Maie-Paule                           | N/A               | Michel Deville         |
| 1974 |                                             | Comment réussir quand on est con et pleurnichard | Jane                                 |                   | Michel Audiard         |
| 1974 | Ahová lépek, ott fű nem terem               | La Moutarde me monte au nez                      | Jackie Logan                         | Bánsági Ildikó    | Claude Zidi            |
| 1975 |                                             | Sérieux comme le plaisir                         | Ariane                               |                   | Robert Benayoun        |
| 1975 | A hajsza                                    | La Course à l'échalote                           | Janet                                | Gáspár Kata       | Claude Zidi            |
| 1975 |                                             | Catherine et Cie                                 | Catherine                            |                   | Claude Zidi            |
| 1975 |                                             | Sept morts sur ordonnance                        | Jane Berg                            |                   | Jacques Rouffio        |
| 1976 | Szeretlek, én se                            | Je t'aime... moi non plus                        | Johhny                               | N/A               | Serge Gainsbourg       |
| 1976 |                                             | Le Diable au cœur                                | Linda                                |                   | Vernard Queysanne      |
| 1976 | Akiket forró szenvedély hevít               | Bruciati da cocente passione                     | Virginia Vismara                     | Káldi Nóra        | Giorgio Capitani       |
| 1977 | Az állat                                    | L’Animal                                         | A női sztár                          | N/A               | Claude Zidi            |
| 1978 | Halál a Níluson                             | Death on the Nile                                | Louise Bourget                       | Simon Mari        | John Guillermin        |
| 1978 | Halál a Níluson                             | Death on the Nile                                | Louise Bourget                       | Major Melinda     | John Guillermin        |
| 1979 |                                             | Au bout du banc                                  | Peggy                                |                   | Peter Kassovitz        |
| 1979 |                                             | Melancholy Baby                                  | Olga                                 |                   | Clarisse Gabus         |
| 1979 |                                             | La Miel                                          | Inés                                 |                   | Pedro Masó             |
| 1980 |                                             | Egon Schiele – Exzesse                           | Wally                                |                   | Herbert Vesely         |
| 1981 | A tékozló lány                              | La Fille prodigue                                | Anne                                 | N/A               | Jacques Doillon        |
| 1981 |                                             | Rends-moi la clé!                                | Catherine                            |                   | Gérard Pirès           |
| 1982 | Nyaraló gyilkosok                           | Evil Under the Sun                               | Christine Redfern                    | Fehér Anna        | Guy Hamilton           |
| 1982 |                                             | Nestor Burma, détective de choc                  | Hélène Chatelain                     |                   | Jean-Luc Miesch        |
| 1983 | A zsaru nem tágít                           | Circulez y'a rien à voir                         | Hélène Duvernet                      | Kovács Zsuzsa     | Patrice Leconte        |
| 1983 | A zsaru nem tágít                           | Circulez y'a rien à voir                         | Hélène Duvernet                      | Györgyi Anna      | Patrice Leconte        |
| 1983 | Vincent barátja                             | L'Ami de Vincent                                 | Marie-Pierre                         | N/A               | Pierre Granier-Deferre |
| 1984 | A testőr                                    | Le Garde du corps                                | Barbara Penning                      | Bertalan Ágnes    | François Leterrier     |
| 1984 | A kalóznő                                   | La Pirate                                        | Alma                                 | N/A               | Jacques Doillon        |
| 1984 | Földi szerelem                              | L'Amour par terre                                | Emily                                | N/A               | Jacques Rivette        |
| 1985 |                                             | Dust                                             | Magda                                |                   | Marion Hänsel          |
| 1985 | Beethoven unokaöccse                        | Le Neveu de Beethoven                            | Johanna                              | N/A               | Paul Morrissey         |
| 1985 |                                             | Leave All Fair                                   | Marie Taylor, Katherine Mansfield    |                   | John Reid              |
| 1986 |                                             | La Femme de ma vie                               | Laura                                |                   | Régis Wargnier         |
| 1987 | Vigyázz jobbról                             | Soigne ta droite                                 | A krikettjátékos                     | N/A               | Jean-Luc Godard        |
| 1987 |                                             | Comédie !                                        | A nő                                 |                   | Jacques Doillon        |
| 1988 | Kung-fu mester                              | Kung-Fu Master                                   | Mary-Jane                            | Jani Ildikó       | Agnès Varda            |
| 1988 |                                             | Jane B. par Agnès V.                             | Calamity Jane, Claude Jade, Joan Arc |                   | Agnès Varda            |
| 1990 | Apus emlékei                                | Daddy Nostalgie                                  | Caroline                             | Ráckevei Anna     | Bertrand Tavernier     |
| 1991 | A szép bajkeverő                            | La Belle noiseuse                                | Liz                                  | Frajt Edit        | Jacques Rivette        |
| 1992 |                                             | Divertimento                                     | Liz                                  |                   | Jacques Rivette        |
| 1995 | 101 éjszaka                                 | Les Cent et une nuits de Simon Cinéma            | Aki azt mondja: fösvény              | N/A               | Agnès Varda            |
| 1995 |                                             | Between the Devil and the Deep Blue Sea          | Nikos korábbi kedvese (hangja)       |                   | Marion Hänsel          |
| 1995 |                                             | Noir comme le souvenir                           | Caroline                             |                   | Jean-Pierre Mocky      |
| 1997 | Megint a régi nóta                          | On connaît la chanson                            | Jane                                 | N/A               | Alain Resnais          |
| 1998 | Író és hős                                  | A Soldier's Daughter Never Cries                 | Mrs. Fortescue                       | Farkasinszky Edit | James Ivory            |
| 1999 | Az utolsó ősz                               | The Last September                               | Francie Montmorency                  | N/A               | Deborah Warner         |
| 2001 |                                             | Ceci est mon corps                               | Louise Vernet                        |                   | Rodolphe Marconi       |
| 2001 | A nap királynője                            | Reines d'un jour                                 | Jane                                 | N/A               | Marion Vernoux         |
| 2002 |                                             | Merci Docteur Rey                                | Pénélope                             |                   | Andrew Litvack         |
| 2003 |                                             | Mariées mais pas trop                            | Renée                                |                   | Catherine Corsini      |
| 2008 |                                             | Bunker (rf)                                      | ?                                    |                   | Manuel Schapira        |
| 2009 | Örököltem egy cirkuszt                      | 36 Vues du pic Saint-Loup                        | Kate                                 | N/A               | Jacques Rivette        |
| 2010 |                                             | Thelma, Louise et Chantal                        | Kate                                 |                   | Benoît Pétré           |
| 2011 |                                             | Si tu meurs, je te tue                           | Louise, a nő a repülőtéren           |                   | Hiner Saleem           |
| 2012 | Világra jőve                                | Venuto al mondo                                  | Psicologa                            | N/A               | Sergio Castellitto     |
| 2012 | Vörös tél                                   | Hiver rouge                                      | Lili Rousseau                        | Csonka Anikó      | Xavier Durringer       |
| 2013 |                                             | Bleu catacombes                                  | Lili Rousseau                        |                   | Charlotte Brändström   |
| 2013 | A francia miniszter                         | Quai d'Orsay                                     | Molly Hutchinson                     | Bessenyei Emma    | Bertrand Tavernier     |
| 2016 |                                             | Whoever Was Using This Bed (rf)                  | A telefonáló (hangja)                |                   | Andrew Kotatko         |
| 2016 | A nő és a gyorsvonat                        | La Femme et le TGV (rf)                          | Elise                                | N/A               | Timo von Gunten        |

### Televízió
| Év   | Cím                                             | Szerep           | Rendező                | Megjegyzés               |
| ---- | ----------------------------------------------- | ---------------- | ---------------------- | ------------------------ |
| 1965 | That Finishing Touch                            | Anthea Langridge | Julian Symons          | [ 35 ]                   |
| 1967 | Poor Cherry                                     | Judy             | Piers Haggard          | tévéfilm                 |
| 1968 | Recount                                         | Babs             | Bill Bain              | tévéfilm                 |
| 1968 | Le Rat noir                                     | ?                | Philippe Le Tellier    | rövid tévéfilm           |
| 1971 | Melody                                          | Melody Nelson    | Jean-Christophe Averty | tévéfilm                 |
| 1974 | Les Maudits Rois Fainéants                      | ?                | Marion Sarraut         | minisorozat              |
| 1974 | Bons baiser de Tarzan                           | Jeanne           | Pierre Desfons         | tévéfilm                 |
| 1977 | Esta noche, fiesta                              | Jane Birkin      | José María Íñigo       | zenés sorozat (1 epizód) |
| 1982 | Scarface                                        | Cesca            | Serge Gainsbourg       | rövid tévéfilm           |
| 1983 | Dorothée – Le Show                              | Jane             | Robert Réa             | tévéfilm                 |
| 1985 | La Fausse suivante                              | A grófnő         | Patrice Chéreau        | tévéfilm                 |
| 1988 | Mer de Chine: Le pays pour mémoire              | Joy              | Jacques Perrin         | tévéfilm                 |
| 1990 | L’Ex-femme de ma vie                            | Aurélie          | Josée Dayan            | tévéfilm                 |
| 1991 | Red Fox I-II.                                   | Violet Harrison  | Ian Toynon             | minisorozat              |
| 1997 | Quand le chat sourit                            | ?                | Sabine Azéma           | tévéfilm                 |
| 2000 | Cinderella                                      | Mab              | Beeban Kidron          | tévéfilm                 |
| 2006 | A Déltenger hősei (Aventuriers des mers du Sud) | Fanny Stevenson  | Daniel Vigne           | tévéfilm                 |
| 2020 | Jane Birkin: Les jeux interdits                 | Jane             | Romain Winkler         | videóklip                |

## Lemezek
1. 1969 – Jane Birkin – Serge Gainsbourg (SG)[39]
2. 1973 – Di Doo Dah
3. 1975 – Lolita Go Home (SG)
4. 1978 – Ex-Fan des Sixties (SG)
5. 1983 – Baby Alone in Babylone (SG)
6. 1987 – Lost Song (SG)
7. 1987 – Jane Birkin au Bataclan *[40] (SG)
8. 1990 – Amour des Feintes (SG)
9. 1992 – Intégral Casino de Paris *
10. 1996 – Version Jane
11. 1996 – Intégral Olympia *
12. 1998 – The Best Of **[41]
13. 1999 – À la légère
14. 2002 – Arabesque
15. 2004 – Rendez-vous
16. 2006 – Fictions
17. 2008 – Enfants d'hiver